# US Raonnaise
El Unione Sportive Raonnaise es un equipo de fútbol de Francia que juega en el Championnat National 3, la quinta liga de fútbol más importante del país.

## Historia
Fue fundado en el año 1921 en la ciudad de Raon-l'Etape, en la región de Lorraine y ha pasado toda su historia en los niveles amateur de Francia.

## Estadio
El club juega sus partidos de local en el Stade Paul-Gasser, con capacidad para 4000 espectadores.